# Mary Kathleen (Queensland)
Mary Kathleen ist ein offengelassener Urantagebau und eine zugehörige nahegelegene verlassene Bergbausiedlung in Queensland, Australien.

## Lage
Mary Kathleen befindet sich zwischen den Bergbaustädten Mount Isa und Cloncurry im nordwestlichen Queensland. Die verlassene Siedlung Mary Kathleen befindet sich unweit des Highways zwischen beiden Städten, der Tagebau liegt etwa 5 km nördlich der Siedlung.

## Geschichte
Die Lagerstätte wurde 1954 von Prospektoren aus Mt. Isa entdeckt. Im Jahr 1955 wurde das Unternehmen Mary Kathleen Uranium Ltd. gegründet, an welchem der Bergbaukonzern Rio Tinto Mining Company of Australia Ltd. eine Aktienmehrheit besaß. Im darauffolgenden Jahr wurde ein Vertrag mit der United Kingdom Atomic Energy Authority  über die Lieferung von Urankonzentrat geschlossen. Im Jahr 1958 wurde die Aufbereitung der Grube in Betrieb genommen und bis 1963 wurden 3460 t Uran im Konzentrat geliefert. Dafür wurden 2,9 Millionen Tonnen Erz gefördert. Versuche, die im Erz hoch angereicherten Metalle der Seltenen Erden zu vermarkten, blieben erfolglos. Im Jahr 1963 wurde das Bergwerk stillgelegt und die Anlagen eingemottet.
Anfang der 1970er Jahre wurden neue Verträge mit Abnehmern in Japan, Deutschland und den USA ausgehandelt und die Anlagen ab 1974 wieder in Betrieb genommen. Zu diesem Zeitpunkt gehörten 51 % des Unternehmens Conzinc Riotinto of Australia Ltd., 42 % dem australischen Staat und 7 % befanden sich in Streubesitz. 1978 wurde der Betrieb mit neuer Aufbereitungstechnik wieder aufgenommen. 1982 wurde der Bergbau endgültig eingestellt nach der Produktion weiterer 4802 Tonnen Uranoxid. Insgesamt wurden während der kompletten Bergbauzeit von zwölf Jahren 31 Millionen Tonnen Gestein bewegt, davon 7 Millionen Tonnen Erz.
Im Gegensatz zur ersten Bergbauperiode ging der zweiten Phase vor Wiederaufnahme der Produktion eine Umweltverträglichkeitsprüfung voran. Nach Abschluss der Bergbautätigkeit folgte bis 1985 ein Sanierungsprogramm, das 19 Millionen Australische Dollar kostete. Dies war das erste große Sanierungsprogramm für ein Uranbergwerk in Australien. Nachfolgend wurde Mary Kathleen Uranium Ltd. aufgelöst.